# Hemiceras rufescens
Hemiceras rufescens är en fjärilsart som beskrevs av Walker 1965. Hemiceras rufescens ingår i släktet Hemiceras och familjen tandspinnare. Inga underarter finns listade i Catalogue of Life.